# داربيد حسين علي (مقاطعة غيلانغرب)
داربيد حسين‌علي (بالفارسية: داربید حسین‌علی) هي قرية تقع في قسم ويجنان الريفي في إيران. يقدر عدد سكانها بـ 32 نسمة .